# Woodville (Alabama)
Woodville – miasto w Stanach Zjednoczonych, w stanie Alabama, w hrabstwie Jackson. W roku 2023 miasto zamieszkiwało 751 osób, a gęstość zaludnienia wynosiła 43,4 osoby/km².